# Rheinkanal

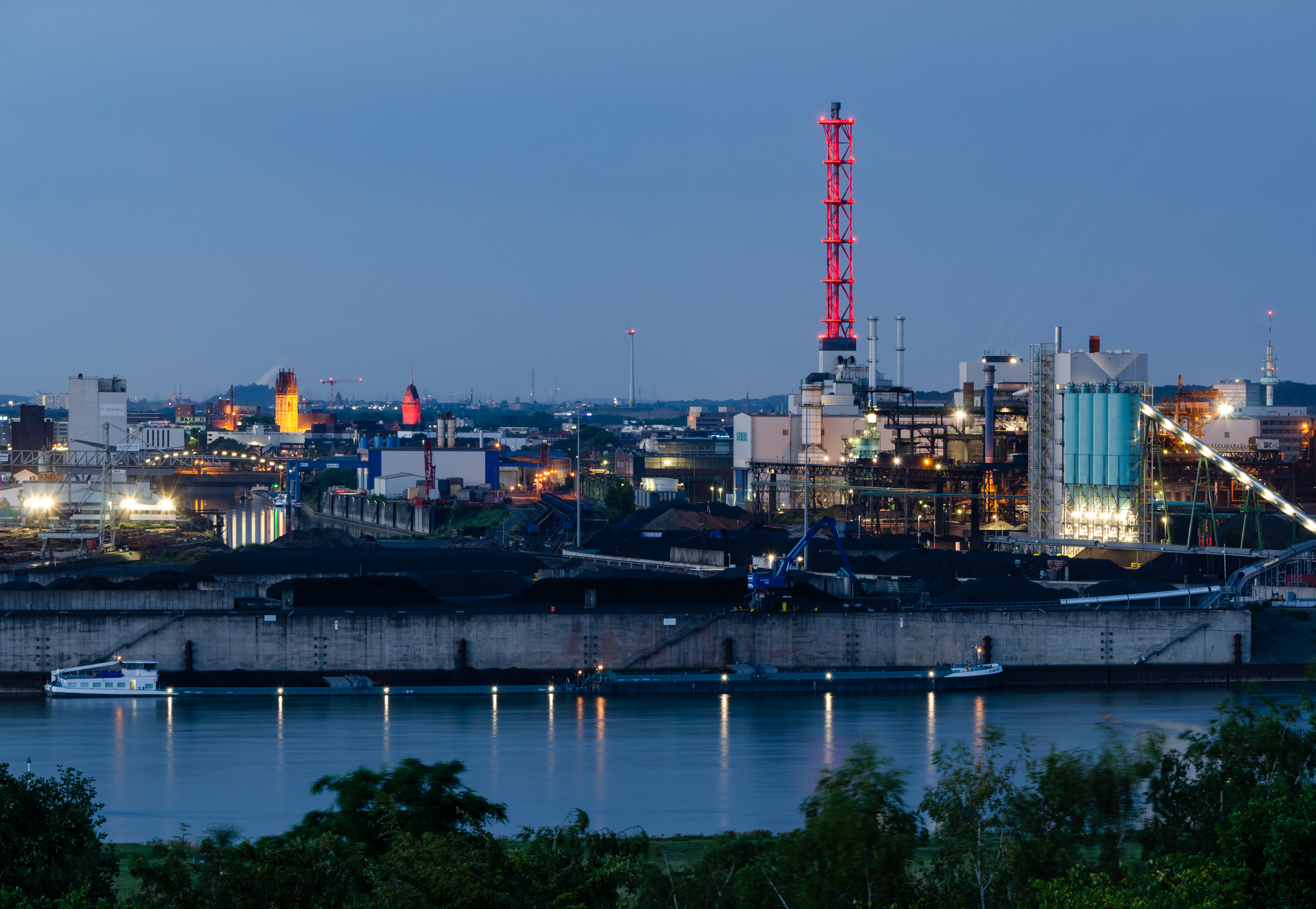
Rheinkanal bzw. heutiger Außenhafen in Duisburg

Der Rheinkanal ist heute ein als Außenhafen bezeichneter Teil der Duisburg-Ruhrorter Häfen. Er entstand von 1828 bis 1832 als Kanal vom Rhein bis zum Zollhafen am Marientor der Stadt Duisburg. Die Stadt erhielt damit nach etwa vier Jahrhunderten wieder einen direkten Zugang zur Rheinschifffahrt.

## Geschichte
Nachdem der Rhein um das Jahr 1000 seinen Lauf geändert hatte, war die mittelalterliche Stadt Duisburg für einige Jahrhunderte nur über einen alten Rheinarm mit dem Rhein und der wirtschaftlich bedeutenden Rheinschifffahrt verbunden, ehe um 1400 auch diese Verbindung versandet war. Am 24. April 1826 schlossen sich Duisburger Kaufleute und Industrielle zum „Rhein-Canal-Actien-Verein“ zusammen, um durch einen Kanal die Verbindung zum Rhein wieder herzustellen. In den Jahren 1828 bis 1832 entstand der 2 km lange, im Bereich des heutigen Außenhafens eine Sohlbreite von 8,5 m erreichende Schifffahrtskanal und mündete in den heute zugeschütteten Zollhafen, wo 1828 ein Hauptsteueramt errichtet wurde. In dieses Hafenbecken leitete man nun den Dickelsbach ein, der zuvor bis zur Ruhr geflossen war.
Da die Werftgebühren, die die den Kanal tragende Aktiengesellschaft einnahm, für den Tilgungs- und Zinsendienst nicht ausreichten, wurden Kapitalerhöhungen durchgeführt. Am 6. April 1839 kam es zur Gründung des „Ruhr-Canal-Actien-Vereins“, dessen Zweck es war, den Rheinkanal durch einen Ruhrkanal bis zur Ruhr zu verlängern, um so in den Handel mit der im Ruhrgebiet geförderten Steinkohle eintreten zu können. In den Jahren 1840 bis 1844 ließ diese Gesellschaft den Ruhrkanal mit einem Hafenbassin von 800 m Länge, dem heutigen Innenhafen, zwei Schleusen und einem 1 km langen Verbindungskanal zur Ruhr bauen.
1848/1849 schloss die Köln-Mindener Eisenbahn-Gesellschaft den Rheinkanal an das entstehende Eisenbahnnetz an. In den Jahren 1854/1855 wurde die 1847 bei einem Hochwasser eingestürzte Marientorbrücke als Sperrtor Marientor mit einer lichten Öffnung von 25 Fuß neu errichtet. Durch Anlegung eines keinen Floßhafens baute man in den Jahren 1856 bis 1858 den Zollhafen aus. Das südwestlich des Stadtkerns gelegene, noch landwirtschaftlich geprägte Hochfeld wurde infolge dieser hervorragenden Verkehrsinfrastruktur ebenso ein Schauplatz der Industriellen Revolution wie der Bereich des späteren Dellviertels.

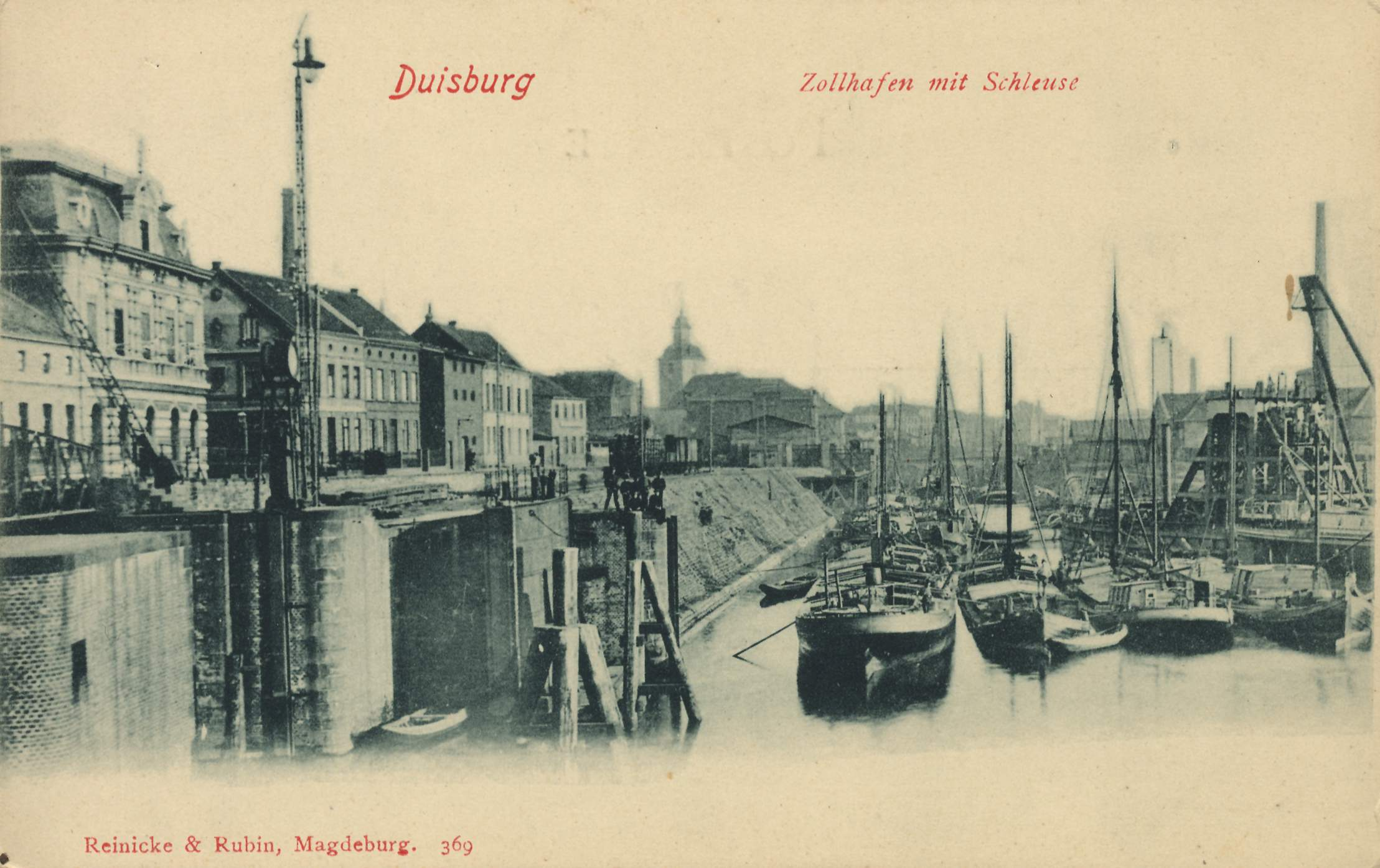
Zollhafen, historische Postkartenansicht mit dem bis 1885 errichteten neuen Sperrtor Marientor

1860 schlossen sich der „Rhein-Canal-Aktien-Verein“ und der „Ruhr-Canal-Aktien-Verein“ zum „Rhein-Ruhr-Canal-Aktien-Verein“ zusammen. Ein erstes Projekt dieser Fusion war die Verbreiterung des Rheinkanals im Jahr 1861. Weiteren Nutzen ergab die Anbindung des Kanals an das Netz der Bergisch-Märkischen Eisenbahn-Gesellschaft im Jahr 1864. In den Jahren 1882 bis 1885 wurde eine neue Sperrschleuse und eine eiserne Drehbrücke am Marientor von 11 m Breite errichtet.
1889 schließlich trat die Aktiengesellschaft Kanal und Hafenanlagen an die Stadt Duisburg mit der Verpflichtung ab, diese Anlagen weiter auszubauen. Dies geschah auch in mehreren Schritten. Von 1889 bis 1893 erfolgte ein Ausbau des Ruhrkanals zum Innenhafen in der heutigen Ausdehnung, mit einer Sohlenbreite von 60 m und einer Länge von 1 km, zwei Eisenbahnladegleisen an jedem Ufer und dahinterliegenden Lagerplätzen von 40 m Tiefe. Ferner wurde ein Holzhafen integriert und ein Hafenbahnhof errichtet. 1895 bis 1898 erfolgte der Bau eines Parallelhafens für den Kohlenumschlag.
1905 kam es zur Zusammenlegung der Duisburger und Ruhrorter Häfen. Die Verantwortung für die Hafenanlagen ging von der Stadt Duisburg an eine neu gegründete Duisburg-Ruhrorter Hafenverwaltung über, die ab 1926 unter der Bezeichnung Duisburg-Ruhrorter Häfen AG firmierte und sich heute Duisburger Hafen AG nennt.